# Shivaji

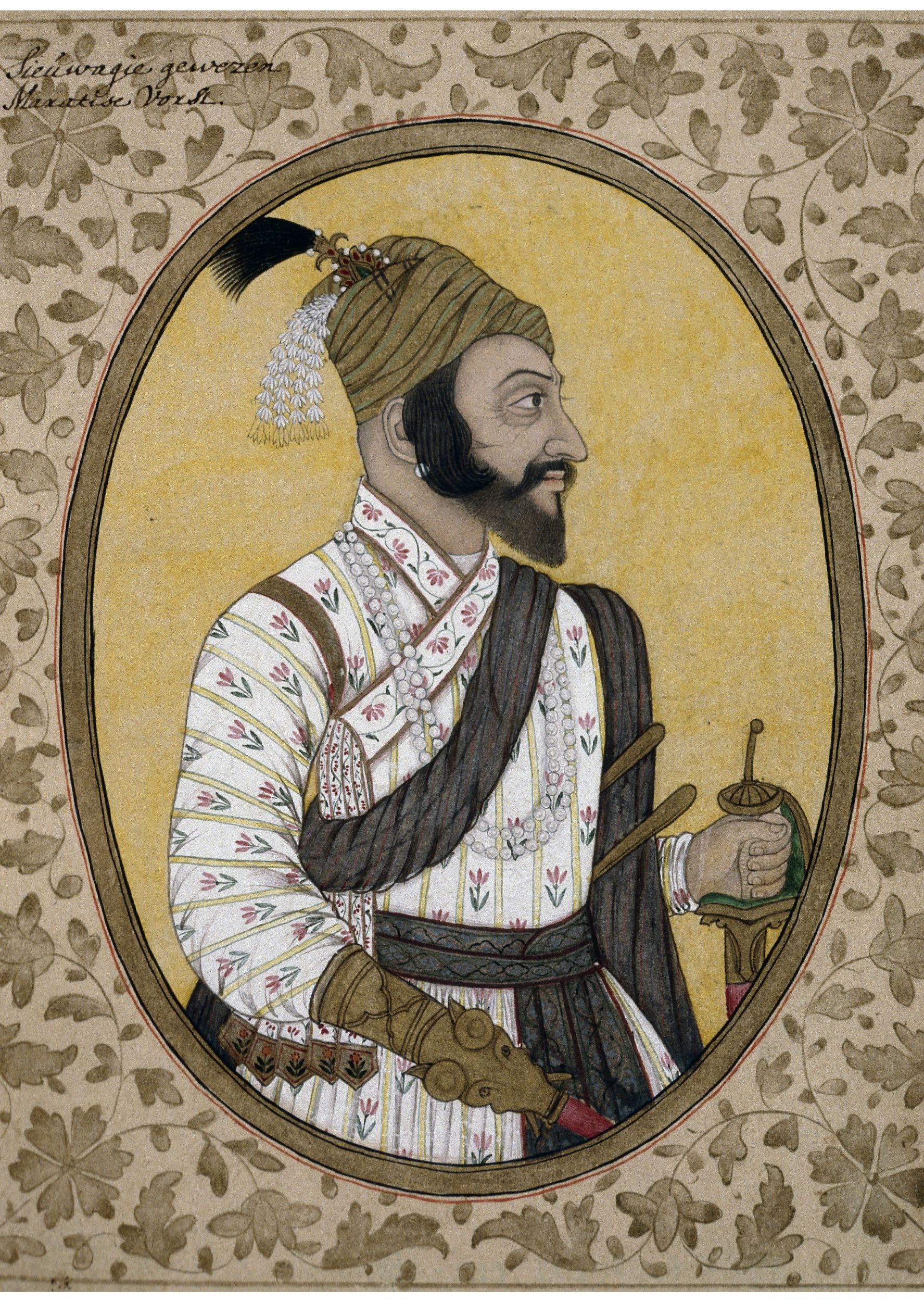
Porträt Shivajis (um 1680)

Shivaji Maharaj (auch Chhatrapati Shivaji Bhonsale, * 19. Februarjul. / 1. März 1630greg. im Shivneri-Fort; † 3. Apriljul. / 13. April 1680greg. im Raigad-Fort) war der bedeutendste Anführer der im 17. Jahrhundert in Zentral- und Nordindien aktiven Marathen. In der jüngeren Geschichtsschreibung wird er als erfolgreicher Hindu-Führer zum Gegenpart des muslimischen Großmoguls Aurangzeb und als Vorkämpfer für die Unabhängigkeit Indiens stilisiert.

## Leben
Shivaji Maharaj war der Sohn des Clanführers Shahaji († ca. 1657). Um 1649 begann er mit Angriffen auf Truppen und Vertreter des Mogulreiches. Er fügte den Moguln und den Dekkan-Sultanaten Bijapur und Golkonda durch seine Guerillataktik und seine Bündnispolitik schweren Schaden zu. So schlug er beispielsweise die Truppen des Sultanats Bijapur, nachdem er ihren General Afzal Khan hatte ermorden lassen (1659). Wenige Jahre später überfiel er in einem Handstreich den Befehlshaber der Mogultruppen, Aurangzebs Onkel Shaista Khan, im Harem und verwundete ihn (1663).
Im Jahr 1664 eroberte Shivaji Maharaj die Handelsstadt Surat (mit Ausnahme der europäischen Faktoreien, die verteidigt werden konnten), nachdem sein Gegenüber, Moghul Faujdar, erst einer Schlacht zustimmte, dann aber das Gefecht vermied und einen Mörder auf Shivaji Maharaj ansetzte.
Nach der Plünderung Surats setzte Aurangzeb den als Heerführer in seinen Diensten stehenden Rajputen-General Jai Singh I. gegen Shivaji Maharaj ein. Dieser verwendete erfolgreich die gleiche Taktik wie Shivaji Maharaj und spielte dessen Gefolge gegen ihn aus. Shivaji Maharaj musste deswegen Frieden schließen und trat 23 von 37 Festungen ab. Zudem wurde er gezwungen, sich an den Mogulhof zu begeben. Am Hof Aurangzebs kam es 1666 während einer Geburtstagsfeier zum Eklat, weil Aurangzeb Shivaji Maharaj offensichtlich nicht den von ihm erwarteten Respekt erwies. Nachdem er die Geburtstagsfeier zornig verlassen hatte, wurde Shivaji unter Hausarrest gestellt, konnte aber nach drei Monaten fliehen und sich nach Südindien durchschlagen.
Die folgende Zeit hielt er Frieden und errichtete ein hartes Steuersystem. Die Bauern lieferten die Hälfte ihrer Ernte ab, die dann staatlich gelagert und verkauft wurde. Dazu gab es staatliche Kredite zur Förderung der Landwirtschaft. Frauen erhielten größere Rechte.
Ab 1670 eroberte Shivaji Maharaj nach und nach seine abgetretenen Positionen zurück und erhob Tribute (Chauth, wörtlich „Viertel“) bei den Nachbarstaaten. Zwar sah er sich als Vorkämpfer des Hinduismus gegen die Fremdherrschaft, verhielt sich der Überlieferung zufolge aber auch gegenüber Moslems tolerant und ging religionsunabhängig Bündnisse ein. Shivaji Maharaj stützte seine Macht sowohl auf die Brahmanen-Kaste, als auch auf die „Shudras“ (die Bauern und Landarbeiter) und ließ sich 1674 nach altem vedischen Ritual zum König (Chhatrapati = „Herr des Schirms“) proklamieren. Er selbst gehörte der zweiten Kaste, den Kshatriyas, an.
Zwei Jahre später (1676) zog er im Bündnis mit dem Sultanat Golkonda gegen seinen Halbbruder Vyankoji, der die anderen Besitzungen seines Vaters verwaltete. Er starb im Jahr 1680; sein ältester Sohn Sambhaji (1657–1689) wurde sein Nachfolger.

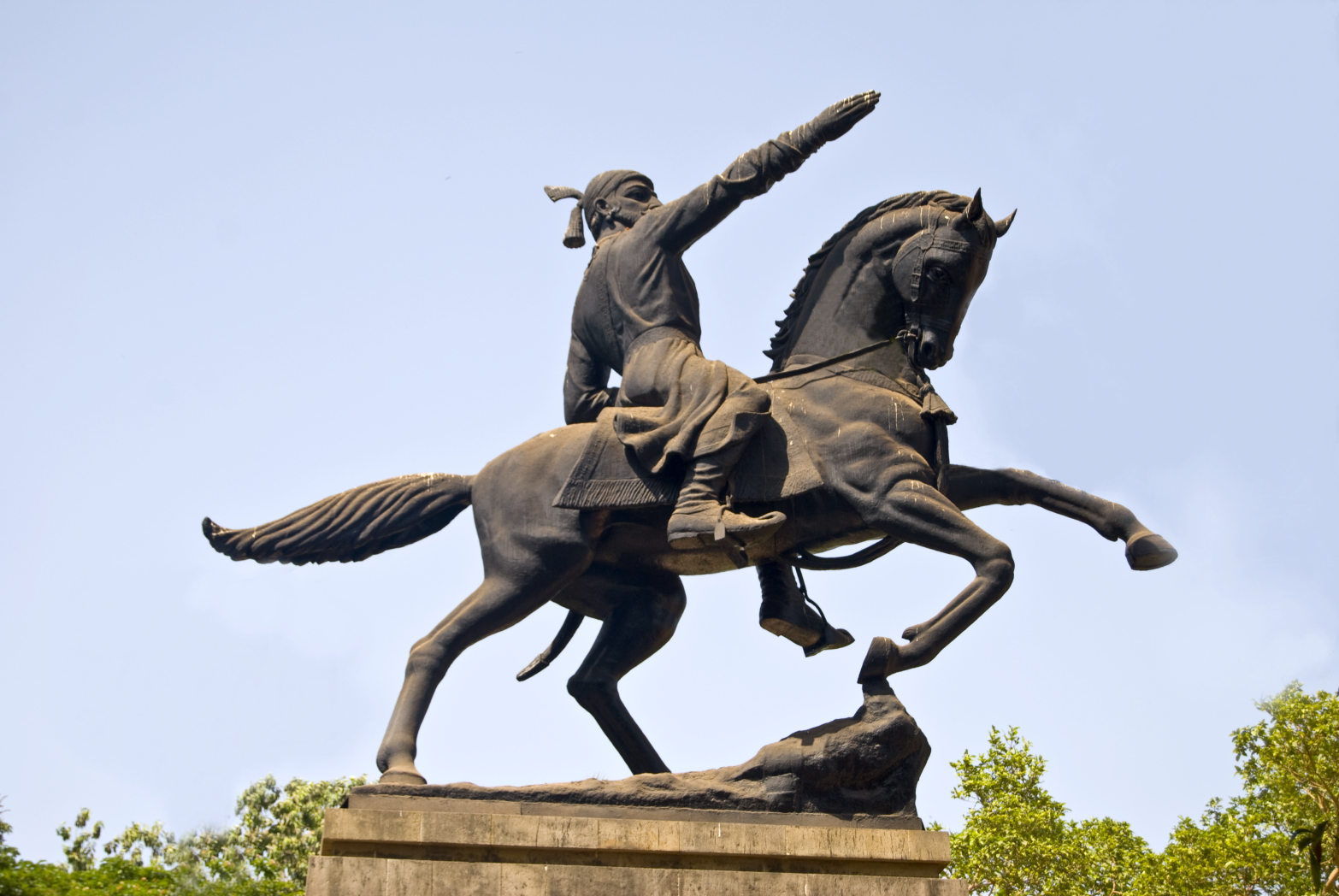
Reiterstandbild Shivajis in Mumbai

## Ehrungen
Nach der Unabhängigkeit Indiens wurden in vielen Städten des indischen Bundesstaats Maharashtra in der zweiten Hälfte des 20. Jahrhunderts zu Ehren Shivajis monumentale Reiterstandbilder errichtet. In Mumbai benannte man in den 1990er Jahren sowohl den altehrwürdigen und von der UNESCO als Weltkulturerbe anerkannten Victoria Terminus (Chhatrapati Shivaji Terminus) als auch das ehemalige Prince of Wales Museum (Chhatrapati Shivaji Maharaj Vastu Sangrahalaya) und den Flughafen (Chhatrapati Shivaji International Airport) nach ihm um; bereits im Jahr 1927 war der aus der Kolonialzeit stammende Mahim Park in Shivaji Park umbenannt worden.